# Bajo trio
Bajo trio bylo české dívčí vokální trio, založené v roce 1931, které zpívalo až do roku 1959.
Bajo-trio založily počátkem třicátých let Bobina Schlesingerová, Anita Schlesingerová a Jožka Srbová. Název Bajo-trio vymyslel Jan Werich, když dívky zpívaly v roce 1931 ve hře Don Juan and Comp. Osvobozeného divadla. Název je odvozen ze jmen jeho zakladatelek Bobina, Anita a Jožka. V roce 1941 v triu místo Jožky Srbové působila Inka Zemánková, kterou ale asi po roce nahradila Květa Turková (* 1922). Trio spolupracovalo s orchestry Smiling Boys a s orchestrem Jaroslava Maliny.
V letech 1932–43 natočilo trio více než sto písní pro společnosti Ultraphon a Estu (za spolupráce Smiling Boys, orchestru R. A. Dvorského nebo pouze v doprovodu klavíru).
Původní Bajo-trio zpívalo až do roku 1959. V roce 1981 založily mladé studentky konzervatoře nové uskupení s názvem Bajo-trio 81 a zpívaly pak i písně původního tria. Vystupovaly s Novým orchestrem Jaroslava Ježka, který vedl Zoltán Liška. Členkou souboru byla i zpěvačka Alena Rychetská.

## Citát
| „                  | Vynikající pověst mělo i Bajo-trio. Já jako začátečník byl moc rád, že jsem se mezi ně dostal a mohl s nimi zpívat – a jak se říká, "dělat si jméno". To je pro umělce velmi důležité. | “ |
| — Standa Procházka | |   |

## Hudební hity
- Houpy Hou (1933)
- Zapomeň, že už se loučíme
- Zpívej mně hošíčku
- Kosí foxtrot
- Vždy s úsměvem
- Není pusa jako pusa
- Kdo jedenkrát měl někoho rád

## Filmografie, výběr
- 1933 Pobočník Jeho Výsosti, režie Martin Frič
- 1933 U snědeného krámu, režie Martin Frič
- 1933 Revizor, režie Martin Frič
- 1934 Za řádovými dveřmi, režie Leo Marten
- 1935 Maryša, režie Josef Rovenský
- 1936 Manželství na úvěr, režie Oldřich Kmínek
- 1937 Jarní písnička, režie Karel Hašler
- 1939 Děvče z předměstí anebo Všecko přijde najevo, režie Theodor Pištěk
- 1940 Pro kamaráda, režie Miroslav Cikán